# Emmeline Ndongue
Emmeline Ruth Sophie Ndongue (Auxerre, 25 aprile 1983) è un'ex cestista francese.
Alta 194 cm, giocava come centro.

## Carriera
Nel 2007 è stata convocata per gli Europei in Italia con la maglia della nazionale della Francia.
Nel 2009 è stata campionessa d'Europa con la sua Nazionale al Campionato europeo in Lettonia.

## Palmarès
- Campionato europeo: 1
Nazionale francese: Lettonia 2009.